# 1604 год в музыке

## События
- В Амстердаме вышла из печати первая книга музыки Свелинка к женевской Псалтири
- Вышел из печати сборник пьес Доуленда «Семь слёз»

## Родились
- 8 июля — Генрих Альберт (нем. Heinrich Albert), немецкий музыкант и композитор (умер 6 октября 1651)
- Джакомо Кариссими (итал. Giacomo Carissimi; крещён 18 апреля 1605) — итальянский духовный композитор (умер 12 января 1674)

## Скончались
- 4 мая — Клаудио (Мерлотти) Меруло (итал. Claudio Merulo), итальянский композитор, органист, нотоиздатель (родился 8 апреля 1533)
- Себастьян Раваль (исп. Sebastian Raval), испанский композитор (родился в 1550)